# Poker-SM
Poker-SM hölls för första gången 7–9 november 1975 och organiserades av Raymond Kindberg. Av juridiska skäl förlades mörkpokerturneringen utomlands, i Monte Carlo. Inköpet var för den tiden stora beloppet 3 000 kr. Förstapriset på 80 000 kr gick till värmlänningen Göte Åhrman. Från början var det Mörkpoker men senare utökades tävlingarna med fler pokerformer.  
Sedan dess har Poker-SM antingen spelats utomlands eller på någon svartklubb i Sverige. Svenska Pokerförbundet anser att de sedan 2006 äger rättigheterna att arrangera Poker-SM. De har även startat upp Poker-SM online och i december 2006 fick förste vinnaren Henrik Josefsson från Göteborg fem miljoner svenska kronor. 
Boken Pokerhandboken beskriver utförligt hela den tidiga historien av Poker-SM.
År 2015 blev Emma Wikberg första kvinna att vinna huvudeventet (Texas No-limit Holdem) under SM-veckorna.

## Kasinot anordnar eget Poker-SM
Under 2–6 juni 2006 hölls en annan pokerturnering under namnet Poker-SM på Casino Cosmopol i Stockholm. Pokerspelet som spelas är Texas Hold'em och 2007 strukturerade man spelet genom att ha tre startgrupper med 150 spelare i varje grupp. Månaderna innan turneringen 2007 hölls det så kallade pokersatelliter; mindre kvalturneringar till huvudturneringen. 
Svenska pokerförbundet stämde Casino Cosmopol den 18 april 2008, eftersom de ansåg sig ha rätten till namnet Poker-SM och ansåg att kasinot gjorde varumärkesintrång. I december 2008 drogs stämningsansökan tillbaka då man bedömde att kostnaden skulle bli för stor och potentiellt äventyra förbundets existens, samt att sannolikheten att vinna fallet var ganska liten.

## Vinnare i mörkpoker-SM
- 1975 – Göte Åhrman (80 000 kr)
- 1976 – Kenneth Stenman
- 1977 – Lennart Pers
- 1978 – Curt Callesson
- 1979 – Bengt Andersson
- 1980 – Ove "Stören" Friberg
- 1981 – Birger Kiltorp
- 1982 – Åke Karlsson
- 1983 – Christer Björlin
- 1984 – Blazo Radovic
- 1985 – Ulf Gustafsson
- 1986 – Arne Hamrin
- 1987 – Bo Leiner
- 1988 – Lars Kjestrup
- 1989 – Mariano Garrido
- 1990 – Gunnar Östlind
- 1991 – Bo Leiner
- 1992 – Åke Åsberg
- 1993 – Donnachea O'Dea Irland
- 1994 – Lars Johansson
- 1995 – Jens Sjögren
- 1996 – Jens Dalèn
- 1997 – Lennart Andersson
- 1998 – Jan-Olof Andersson
- 1999 – Ken Lennaárd
- 2000 – Lars Johansson
- 2001 – Johan Storåkers
- 2002 – Emil Karatas
- 2003 – Arne Hamrin
- 2004 – Lars Kjestrup
- 2005 – Metin Antar
- 2006 – Inget mästerskap spelades
- 2007 – Inget mästerskap spelades
- 2008 – Birgitta Johansson
- 2009 – Mats Rahmn
- 2010 – Per Hildebrand
- 2011 – Anders Linder
- 2012 – Peter La Terra
- 2013 – Ulf Delin
- 2014 – Johan Andersson
- 2015 – Mikael "Greenbay" Grönvik
- 2016 – Mathias Bohnfeldt
- 2017 – Thomas Grähs
- 2018 – Per Hildebrand
- 2019 – Olof Haglund
- 2020 – Inget mästerskap spelades på grund av Covid-19
- 2021 – Peder Behr
- 2022 – Richard Östlund
- 2023 – Peter La Terra
- 2024 – Lennart Andersson

Åren 1994, 2000 och 2005 spelades Poker-SM på klubbar i Sverige (Kortoxen 1994 och 2000, Klubben 2005). Övriga år har tävlingen spelats utomlands.

## Vinnare Poker-SM, Main Event, i Svenska Pokerförbundets regi[2]
- 2005 – Lars Kjestrup
- 2007 – Carl-Johan Geijer
- 2008 – Ola Brandborn
- 2009 – Ferit Gabrielsson
- 2010 – Marcus Peterson
- 2011 – Anton Knutar
- 2012 – Alexander Nordén
- 2013 – Peder Behr
- 2014 – David Gabrinski
- 2015 – Emma Wikberg
- 2016 – Pontus Magnusson
- 2017 – Olof Haglund
- 2018 – Main Event: Milo Zandi
- 2019 – Shahin Nejad
- 2021 – Tomas Fernkvist
- 2022 – Daniel Segerhjelm
- 2023 – Niklas Holmström
- 2024 – Mikael "Greenbay" Grönvik